# Oklahoma Justice
Oklahoma Justice è un film del 1951 diretto da Lewis D. Collins.
È un western statunitense con Johnny Mack Brown, James Ellison, Lane Bradford, Phyllis Coates e I. Stanford Jolley.

## Produzione
Il film, diretto da Lewis D. Collins su una sceneggiatura di Joseph O'Donnell, fu prodotto da Vincent M. Fennelly per la Frontier Productions e girato nell'Iverson Ranch a Chatsworth dal 19 maggio a fine maggio 1951. Il titolo di lavorazione fu Oklahoma Outlaws.

## Distribuzione
Il film fu distribuito negli Stati Uniti dal 19 agosto 1951 al cinema dalla Monogram Pictures. È stato distribuito anche in Francia con il titolo Alerte aux hors la loi.